# TG1-5

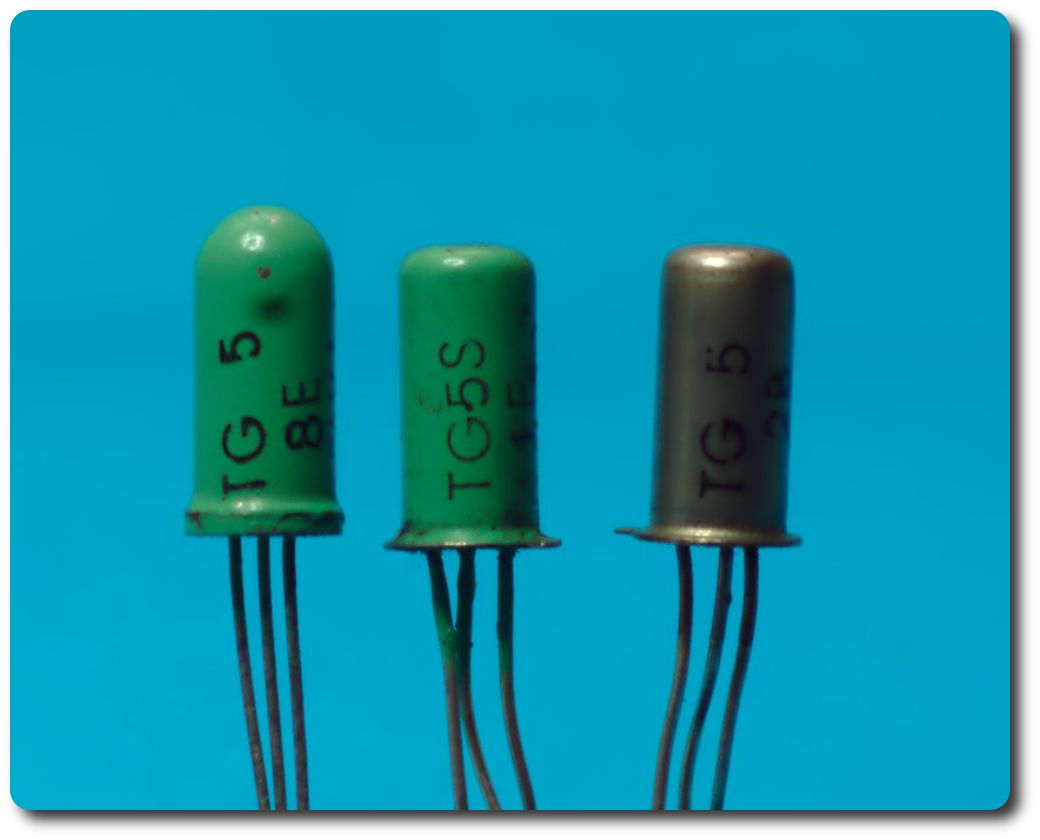
Tranzystory TG5 fabryki TEWA w obudowach z różnych okresów produkcji

Seria TG1-TG5 to pierwsze tranzystory przemysłowo produkowane wielkoseryjnie w Polsce.

## Historia
Produkcję seryjną tranzystorów serii TG1-TG5 rozpoczęła Fabryka Półprzewodników TEWA w latach 1960–1961. Były one podstawowymi tranzystorami używanymi w polskich konstrukcjach z lat 60. Niektóre z nich były produkowane jeszcze w latach 70 XX w. Początkowo umieszczano je w nietypowych zaokrąglonych metalowych obudowach malowanych na charakterystyczny dla TEWY turkusowy kolor, później w typowych obudowach (typu TO-1), początkowo również malowanych, później galwanizowanych. Wersje o zwiększonej niezawodności do celów profesjonalnych oznaczano literą „S” po oznaczeniu typu.

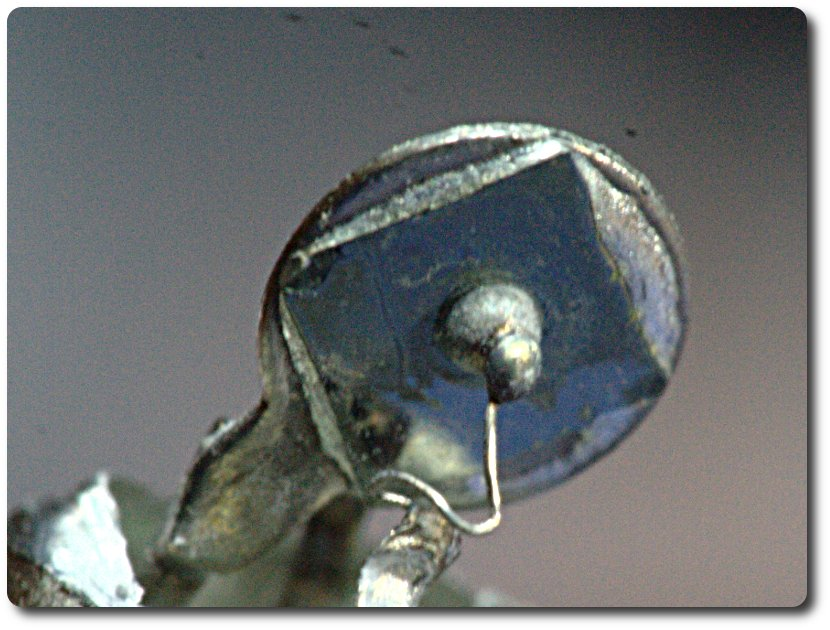
Wnętrze tranzystora TG5

## Charakterystyka
TG1-TG5 były germanowymi tranzystorami stopowymi małej mocy (dopuszczalna moc strat kolektora 75 mW) i małej częstotliwości, typu pnp.
- TG1 – to tranzystory o najgorszych parametrach – egzemplarze, które nie zakwalifikowały się jako nic lepszego,
- TG2 – był stosunkowo tani i niczym się nie wyróżniający,
- TG3A, TG3F – miały duży współczynnik wzmocnienia i niskie szumy, były to najlepsze tranzystory serii,
- TG4 – miały niskie szumy,
- TG5 – miały zwiększone napięcie kolektora i stosunkowo niskie szumy. Były bardzo popularne.

Bardzo podobnymi, ale zdecydowanie rzadziej spotykanymi były tranzystory TG10 i TG20 (średniej częstotliwości, produkowane bardzo krótko), TG6 i TG8 (o większym dopuszczalnym napięciu pracy), TG9, TG11 i TG21 (impulsowe).
Niekiedy tranzystory dzielono na grupy ze względu na współczynnik wzmocnienia prądowego. Początkowo stosowano oznaczenia za pomocą kolorowych kropek, później cyfr rzymskich. Oznaczenia te były różne dla różnych typów tranzystorów – oznaczały nieco inne zakresy wzmocnienia.